# 칼 멀론
칼 앤서니 멀론(영어: Karl Anthony Malone, 1963년 7월 24일 ~ )은 미국의 은퇴한 농구 선수로 농구의 역사에서 가장 우세한 힘을 가졌던 선수들 중의 하나가 되었다. 206cm의 키와 116kg의 체중을 지니어, 득점과 리바운드에 실력을 두었다.
1985년 전미 농구 협회(NBA)에 들어가기 전까지 3년 동안 루이지애나 공과 대학교에서 농구 선수 생활을 하였다. 유타 재즈에 선발되어 2003년까지 소속되면서, 동료 존 스탁턴과 콤비를 이루어 눈부신 활약을 보였다. 그는 NBA 역사에서 가장 영속적인 선수들 중의 하나로 알려졌다. 그의 첫 12시즌 경기에서 4개의 경기를 놓친 적 밖에 없다. 1996년~1997년 시즌과 1998년~1999년 시즌에서 MVP 상을 수상하였다.
그와 스탁턴은 1992년과 1996년 하계 올림픽의 드림팀으로 참가하여 2연속 금메달을 획득하였다.
2003년 로스앤젤레스 레이커스로 이적하여 1년간 활약한 후에 2005년 정식 은퇴하였다.
19년의 프로선수 경력동안에 총 36,928의 득점을 기록하였다. 카림 압둘 자바만이 그보다 더 많은 수를 득점할 정도였다. 그는 NBA 기록에 9,787개나 제일 많은 프리스로와 14,968개의 리바운드로 나와있다.

## 어린 시절
루이지애나주 서머필드에서 태어난 멀론은 자신의 내구성으로 강하게 공헌하는 데 엄격한 오프 시즌 훈련과 함께 코트를 통하여 열심히 하였다. 진부한 대명성의 주형에 맞지 않은 그는 자신의 낚시와 사냥의 시골풍 방향의 토대를 남기고, 자신의 트럭과 오토바이를 모는 것을 사랑하였다.
멀론은 또한 자신의 마음을 말하거나 다른이들이 자신에 대하여 생각하는 것으로 거동하는 데 수줍은 편이 아니었다. 그 일은 그에게 퍼스트 팀 NBA 올인터뷰로 다수의 선발을 주었고, 인색하게 자신의 동배들 사이에 존경을 받았다.
만약 프로 스카웃들이 멀론이 NBA에 가질 영향력을 정확하게 예언하였다면 그는 1985년 NBA 드래프트에서 13번째 라운드보다 더욱 높게 선출되었을 것이다. 루이지애나 공과 대학에서 3개의 대학 시즌 동안 그는 한 경기에 18.7 포인트와 9.3 리바운드를 평균하였다.

## NBA 경력

### 유타 재즈 (1985년 ~ 2003년)

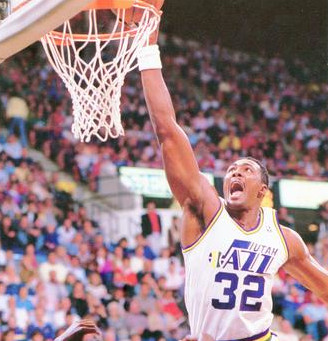
1988년 ~ 89년 시즌에서

유타 재즈에 의하여 선발된 멀론은 신인 선수로서 한 경기에 14.9 포인트와 8.9 리바운드를 평균하였다. 그는 올해의 신인 선수 명예를 위한 투표에서 3위를 하고, NBA 올루키 팀으로 임명되었다.
아마 멀론의 가능성을 알아차린 재즈는 켈리 트리퍼카와 켄트 벤슨의 교환에서 이전 7개의 시즌들의 각각에서 팀의 지도적 득점 선수 에이드리언 댄틀리를 이적시켰다. 더 많은 득점 책임들을 취하면서 멀론의 경기들은 그의 득점이 21.7 포인트로 올라가고, 그의 슈팅 퍼센티지가 .481에서 .598로 증가되면서 지수적으로 향상되었다.
하지만 1987년 ~ 88년 시즌의 시작에서 멀론은 NBA 연대기에서 파워 포워드에 의하여 사실상 비길 데 없는 시즌들의 일대를 시작하였다. 그는 그해 한 경기에 27.7 포인트와 경력 사상 12.0 리바운드와 함께 올NBA 세컨드 팀으로 이루었다. 유타 재즈는 프랜차이즈 역사상 최고로 매긴 47 승 35 패의 기록을 공고하기도 하였다.
다음 11개의 그의 득점 평균은 전혀 25.2 포인트 아래로 침하되지 않았고, 아무 순응성 있는 시즌에 적지 않은 9.80 리바운드를 수집하였다. 1988년 그는 또한 11개의 연속적 올스타 팀 선발들의 일대를 시작하고, 1989년 올NBA 퍼스트 팀에 11개의 연속적 지위의 경향을 시작하였다.
멀론은 1989년 올스타 경기의 MVP였고, 1993년 솔트레이크시티에서 열린 올스타 경기의 동료 존 스탁턴과 공동 MVP(동료 선수들이 올스타 MVP 상을 나누는 데 NBA 역사상 처음)였다. 그는 1992년 바르셀로나 올림픽에서 금메달을 획득한 미국 드림 팀의 일원이었다. 4년 후, 애틀랜타 올림픽에서도 그는 2연승을 하기도 하였다.
자신 경력에서 방어적 상연과 명예들이 그 절정들로 올라감에 불구하고, 멀론은 재즈를 챔피언십으로 지도하는 데 실패로 비판을 받았다. 팀은 정규 시즌에서 견실히 우승하였으나 플레이오프들에서 항상 짧게 떨어졌다.
1997년 재즈가 처음으로 자신들의 NBA 결승전을 도달할 때까지 조용히 그를 비판하였다. 재즈는 6개의 경기들에서 하킴 올라주원, 찰스 바클리와 클라이드 드렉슬러가 이끄는 휴스턴 로키츠를 꺾은 후, 서부 컨퍼런스를 우승하였다. 100 대 100의 동점에 매듭을 푸는 데 스탁턴이 3점 슛을 이룬 후 시리즈의 결승 승리가 왔다. 슛은 잊혀질 수 없이 헌정되었는 데 스몰 포워드 바이런 러셀이 경기에서 2.8 초가 남으면서 스탁턴에게 공을 인바운드하고 멀론은 스탁턴을 위하여 오픈 스페이스를 제거한 파괴적인 스크린을 세웠다. 득점을 이룬 후, 멀론, 스탁턴과 슈팅 가드 제프 호나섹은 동료 선수들에 의하여 가입되기 전에 중앙 코트 포옹과 함께 축하를 벌였다.
하지만 재즈는 6개의 경기들에서 마이클 조던이 이끄는 시카고 불스에게 결승전을 패하고, 다음해 리매치에서 똑같은 결과를 겪었다. 멀론은 팀과 함께 자신의 5년 동안 재즈를 위하여 지속적으로 거창한 수를 게시하였으나 팀은 다시는 결승전에 도달하지 않았다.
멀론은 전혀 챔피언십을 우승하지 않았어도 그는 모든 시즌의 플레이오프들에서 활약하였고, 그의 포스트 시즌 상연은 그의 굉장한 정규 시즌 통계에 동등하였다. 그는 자신의 플레이오프 평균들이 24.7 포인트와 10.7 리바운드였던 동안 한 경기에 25.0 포인트와 10.1 리바운드의 경력 정규 시즌 평균을 가졌다.
그의 루키 시즌에 재즈는 첫 라운드에서 댈러스 매버릭스에 의하여 탈락되었으나 멀론의 득점은 4개의 포스트 시즌 경기들에서 14.9 포인트에서 21.8 포인트로 올라갔다.
그의 증가된 상연은 지속되었고, 멀론이 자격을 제대로 가춘 대명성이 되면서 그의 발진 1987년 ~ 88년 시즌을 형성하였다. 그는 27.7 포인트를 득점하였고, 경력 사상 12.0 리바운드를 쥐어잡았다. 이 수들은 리그에서 그를 5위에, 그리고 리바운드에서 4위에 놓았다.
그리고 82개 전부의 정규 시즌 경기들에서 멀론이 활약한 2연속 시즌을 위하여 그는 시애틀 슈퍼소닉스를 상대로 41 포인트 아웃을 포함하여 재즈의 마지막 8개 경기들에서 각각 최소한 30 포인트를 득점하여 활기에 시즌을 끝냈다.
재즈는 포틀랜드 트레일블레이저스를 상대로 플레이오프들의 첫 라운드를 통하여 고함을 치고, 그러고나서 전 NBA 챔피언 로스앤젤레스 레이커스를 향하였다. 재즈는 무시하지 않았다. 사실상 재즈는 멀론이 31 포인트를 득점하고 15개의 보드를 쥐어잡은 7번째 경기로 레이커스를 밀어넣었다.
그러나 레이커스가 109 대 98의 승리를 거두고, 서부 컨퍼런스에서 댈러스 매버릭스와 NBA 결승전에서 디트로이트 피스턴스를 꺾으러 갔다. 멀론은 거대한 포스트시즌을 가져 11개의 경기들에서 29.7 포인트와 11.8 리바운드를 평균하였다.
1988년 ~ 89년 시즌으로 들어가는 17개 만의 경기들에 재즈의 총감독 프랭크 레이든은 팀의 회장으로 올라가고, 그의 수석 코치 제리 슬론이 그 자리를 차지하였다. 재즈는 51개의 승리와 함께 당시 팀 기록을 세우러 갔다.
멀론은 또한 여태까지 자신의 최고 시즌을 가져 NBA에서 득점 2위(29.1 포인트)와 리바운드 5위(10.7)를 하였다. 그는 휴스턴에서 열린 1989년 NBA 올스타 경기에서 MVP 명예를 얻어 필드로부터 17의 12 슈팅에 28 포인트를 득점하였다.
그는 자신 경력 처음으로 올NBA 퍼스트 팀으로 임명되었고, 리그의 MVP 상을 위한 비밀 투표에서 3위를 하였다. 하지만 멀론은 30.7 포인트와 16.3 리바운드를 평균하여 재즈는 뛰어난 개인적 활약에 불구하고, 재즈즌 골든스테이트 워리어스에 의하여 첫 라운드에서 휩쓸어졌다.
1989년 ~ 90년 시즌에 멀론은 경력 사상 31.0 포인트와 11.1 리바운드를 평균한 후, 다시 올NBA 퍼스트 팀으로 임명되었다. 그는 득점에서 마이클 조던에 밀려 2위를 하고, 리바운드에서 4위를 하였다. 그러나 포스트 시즌이 재즈를 굴릴 때 유타 재즈는 첫 라운드의 불운을 동요시키지 못하고, 5개의 경기들에서 피닉스 선스에게 패하였다.
재즈가 1990년 ~ 91년 시즌에 대비하여 3개의 팀 거래에서 제프 멀론을 취득하였어도 팀에게 또다른 공격적 무기를 주어 멀론과 재즈를 위한 1990년대의 나머지는 1996년 ~ 97년 결승전까지 거의 똑같았다.
10년간 다음 3개의 짝수의 해에 재즈가 컨퍼런스 결승전을 패한 기묘한 일이 있었다. 재즈는 1992년 6개의 경기들에서 트레일블레이저스에게 패하였다. 1994년 재즈는 팀이 제프 호나섹의 미드시즌 출발에 의하여 튼튼해졌어도 5개의 경기들에서 로키츠에게 패하였다. 결국적으로 1996년 슈퍼소닉스가 서부 컨퍼런스 결승전에서 3 대 1의 우월을 택한 후, 재즈는 7번째 경기를 강요하는 데 다시 모였다. 슈퍼소닉스가 홈구장에서 90 대 86의 승리를 거두면서 몇몇의 놓쳐진 프리스로가 팀을 결승전으로 잡히지 않는 비용으로 들게 하였다.
유타 재즈를 위한 플레이오프 실패의 쓰라림은 솔트레이크시티에서 열린 NBA 올스타 경기에서 멀론과 스탁턴이 MVP 상을 나눌 때 1993년 2월 21일 유쾌해져 135 대 132의 연장전 승리로 서부를 이끌었다. 스탁턴이 15 어시스트를 위하여 꾸민 동안 멀론은 28 포인트와 10 리바운드와 함께 서부 선두에 섰다.
1994년과 1996년 컨퍼런스 결승전에서 패배의 사이에 재즈는 가장 좋은 1994년 ~ 95년 정규 시즌을 상연하여 처음이자 마지막으로 60개의 경기들을 우승하였다. 멀론은 한 경기에 26.7 포인트를 득점하고 10.6 리바운드를 쥐어잡았으나 포스트시즌은 플레이오프들의 첫 라운드에서 되풀이적 NBA 챔피언 로키츠에게 패한 재즈를 위하여 너무 빠르게 끝났다.
멀론은 이 시기 동안 계속 거대한 수를 대량 생산하였으나 더욱 많은 개인적과 팀의 성공이 미래에 가까이 이어지려고 했다. 재즈와 함께 멀론의 경력의 빚나는 장면은 이어서 일어나는 몇몇의 시즌에 오려고 하였다.
1996년 ~ 97년 시즌에 멀론은 25,000 포인트와 10,000 리바운드를 앞서는 데 NBA 역사상 5번째 선수가 되었다. 자신의 첫 MVP 상을 획득하고 올NBA 디펜시브 팀(3개 중 1개)으로 이룬 멀론에 의하여 지도된 재즈는 조용히 그 행로에서 거의 모든 팀을 꺾어 63 승 18 패의 프랜차이즈 역사상 최고 기록을 얻어 NBA 결승전과 이전 시즌들에 팀의 자치를 감춘 존경과 전국적으로 주의의 건전함으로 향하였다.
자신들의 역사상 처음으로 재즈는 서부 컨퍼런스에서 최고의 정규 시즌 기록을 공고하여 플레이오프들을 통하여 홈코트 우월을 얻었다.
유타 재즈는 결승전에서 시카고 불스를 상대로 홈코트 성공을 지속하여 시카고에서 첫 2개의 경기들을 떨어뜨린 후 시리즈를 2 대 2로 동점매겼다. 5번째 경기는 플레오프들의 재즈의 단 하나의 홈 패배였으며 또다른 마이클 조던의 결승전 특별 호의였다. 복통에 불구하고 조던은 불스의 90 대 88의 우승에서 진취적 3 포인트를 포함한 38 포인트를 득점하였다.
결승전에서 각 경기에 멀론은 재즈의 지도적인 득점자였고 4번째 경기에서 하나의 팀 만을 톱 100으로 방어적 지향의 시리즈에서 23.8 포인트 평균과 함께 끝냈다. 재즈가 열심히 싸우면서 멀론은 6번째 경기에서 21 포인트에 끼어들었으나 90 대 86으로 떨어져 4 대 2로 시리즈를 패하였다.
1997년 ~ 98년 시즌이 시작되면서 스탁턴은 무릎 부상의 이유로 첫 18개의 경기를 위하여 출전을 하지 못하였다. 멀론은 출발에서 심로를 들고 재즈는 불스와 더불어 62 승 20 패의 NBA 최고 기록과 함께 정규 시즌을 끝냈다.
이전 시즌에서와 같이 불스와 재즈는 결승전에서 다시 만났다. 88 대 85의 연장전 우승과 함께 재즈가 첫 경기를 차지함에 불구하고 불스는 결국적으로 다시 6개의 경기들에서 재즈를 꺾었다. 시카고에서 재즈에게 시리즈를 다시 강요한 83 대 81의 5번째 경기 승리에서 멀론의 늦은 도약은 39 포인트 경기를 마무리 지었다.
재즈의 팬들을 위한 불행적인 6번째 경기에서 조던은 경기의 말기에 멈춰질 수 없었다. 그는 멀론으로부터 공을 빼앗아내고, 그러고나서 87 대 86의 우승을 양여하고 8년의 세월에 불스의 6번째 타이틀에 도약을 이루었다.
1998년 ~ 99년 시즌에 NBA는 노동 논쟁들의 이유로 짧아진 50개의 예정된 경기들을 가졌다. 재즈는 결국적인 NBA 챔피언 샌안토니오 스퍼스와 함께 NBA에서 최고인 37 승 13 패의 기록으로 갔다. 그러나 팀은 컨퍼런스의 준결승전에서 트레일블레이저스에게 6개의 경기들을 패하였다.
멀론의 상연이 겉으로는 23.8 포인트와 9.4 리바운드로 떨어졌어도 그는 1번보다 더 많이 상을 수상하는 데 당시 NBA 역사상 9명 만의 선수들 중 하나로 자신의 2번째 MVP 상을 올렸다.
멀론은 자신의 이름이 팀 기록 책들로 추가된 재즈 유니폼에서 4년 더의 세월을 보냈다. 그는 포인트, 리바운드, 출발 경기와 활약한 분들과 이루어지고 시도된 프리스로에서 프랜차이즈의 지도력 선수로서 자신의 경력을 끝냈다.

### 로스앤젤레스 레이커스 (2003년 ~ 04년)
2002년 ~ 03년 캠페인에 이어 스탁턴이 은퇴한 후, 멀론은 로스앤젤레스 레이커스와 함께 자유 계약 선수로서 계약을 맺었다. 그는 잡히지 않는 챔피언십을 쥐어잡는 노력에서 거의 미래의 명예의 전당 헌액자 4명을 보증하면서 동료 자유 계약 선수 게리 페이턴과 놀라운 듀오 샤킬 오닐과 코비 브라이언트에 가입하였다.
레이커스는 3개의 연속적 타이틀(2000년 ~ 02년)을 우승하였으나 멀론의 계약에 대비한 시즌에 팀은 2003년 서부 컨퍼런스 결승전에서 팀 덩컨이 이끄는 NBA 챔피언 샌안토니오 스퍼스에 의하여 패하였다. 많은이들은 멀론과 페이턴이 예정 코스에 서명한 날 레이커스를 2004년 NBA 챔피언으로 선언하였다.
하지만 자신의 경력 처음으로 2003년 ~ 04년 시즌에 멀론은 코트로부터 떨어져 의미있는 시간을 보냈다. 무릎 부상과 이어서 수술의 이유로 그는 40개의 경기들을 놓쳤으나 디트로이트 피스턴스를 상대로 그해의 NBA 결승전에서 자신의 무릎에 다시 부상을 당하는 것만으로 시즌의 가까운 말기에 돌아왔다. 멀론은 5번째 경기에서 활약하지 못하였고, 레이커스는 경기와 시리즈를 패하였다.
반어적으로 그의 딸 셰릴 포드는 2003년 WNBA에 들어가 디트로이트 쇼크와 함께 그해 후반에 타이틀을 우승하였다.
정규 시즌 동안 멀론은 자신의 어린 레이커스의 동료 선수들에게 양보하고, 자신이 루키 시즌에 한 경기에 20 포인트 이상을 득점하지 않은 이래 13.2 포인트 만을 득점하였다. 그는 자신이 강건한 8.7 리바운드를 확보하면서 리바운드를 가라앉힐 수 있었다.

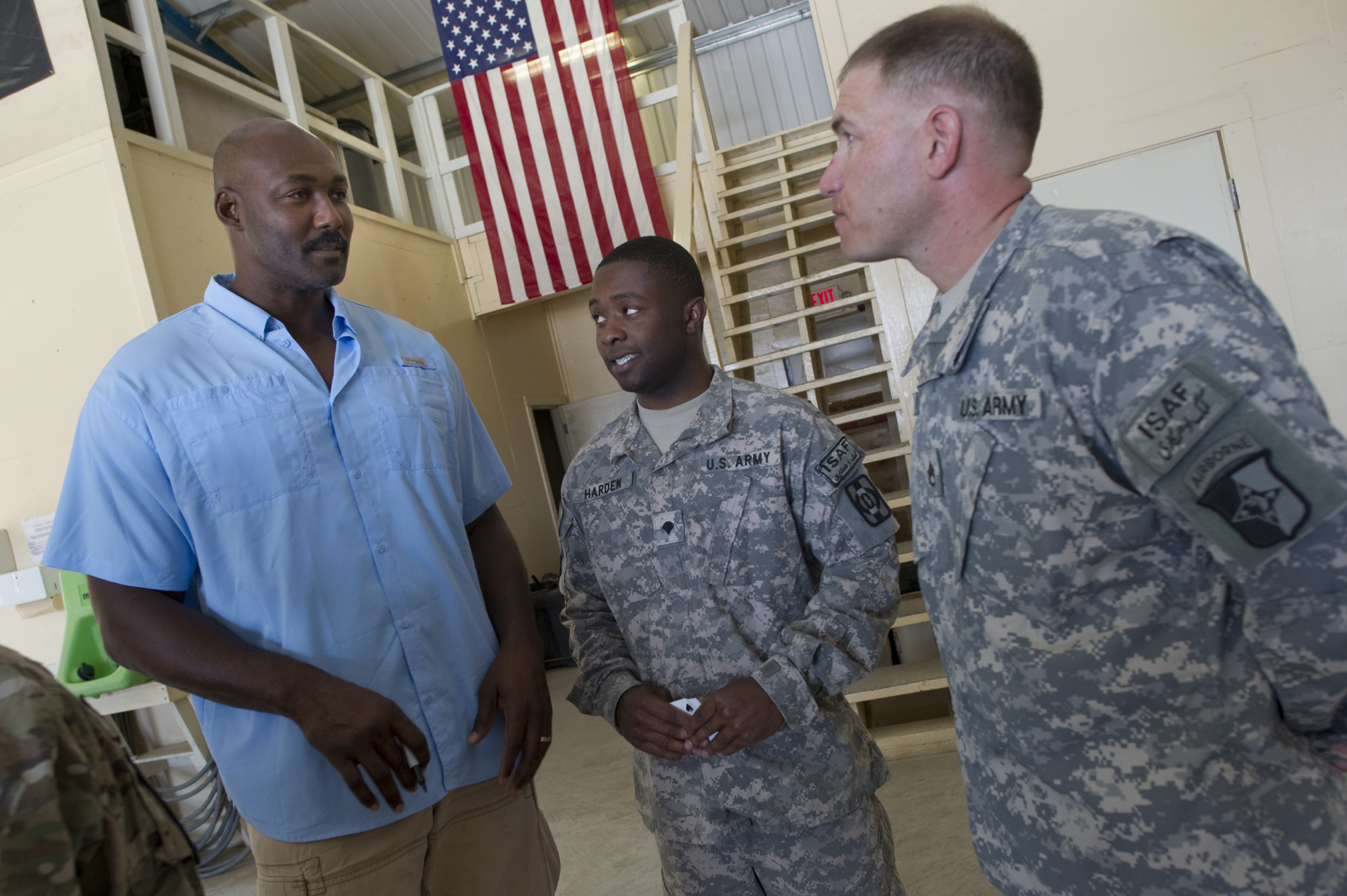
아프가니스탄을 방문한 멀론

### 은퇴
멀론은 2004년 ~ 05년 시즌을 위한 복귀를 응시하였으나 레이커스의 유니폼에서 하나의 시즌은 경력을 끝내기로 결정하였다. 그는 솔트레이크시티에서 자신의 은퇴 뉴스 회견을 가지고 "1년간 내가 떠났어도 난 재즈의 선수로서 여기에 자랐다... 내가 명예의 전당으로 들어가는 데 충분히 행운이라면 난 재즈의 선수로 갈 것이다."라고 선언하였다.
유타 재즈에서 그의 15개의 시즌을 위하여 멀론의 감독 제리 슬론은 "멀론이 전혀 챔피언십을 우승하지 않았어도 그는 두드러진 경력을 가졌다."며 "그는 자신이 우승하는 데 시도할 수 있는 무엇이든지 했고, 난 그런 것의 종류가 농구의 경기에서 이 날들을 많이 내려다 본 것이라고 생각한다"고 말하였다.